# 3938 Chapront
3938 Chapront је астероид главног астероидног појаса чија средња удаљеност од Сунца износи 2,489 астрономских јединица (АЈ).
Апсолутна магнитуда астероида је 13,3.